# Глухівський м'ясокомбінат
Глухівський м'ясокомбінат або Глухівський м'ясопереробний комбінат — підприємство харчової промисловості у місті Глухів Сумської області, яке припинило виробничу діяльність.

## Історія
Будівництво великого м'ясокомбінату почалося відповідно до дев'ятого п'ятирічного плану розвитку народного господарства СРСР у 1975 році. М'ясокомбінат із кількома виробничими корпусами, автоматизованим обладнанням та 800 працівниками мав переробляти продукцію тваринницьких господарств усіх північних районів Сумської області та окремих районів сусідніх областей. Планові виробничі потужності комбінату були розраховані на виготовлення 50 тонн м'яса і 5 тонн ковбасм за одну робочу зміну, асортимент продукції включав ковбаси твердого копчення, напівкопчені ковбаси, сосиски, сардельки, а також м'ясні напівфабрикати (котлети, пельмені, рагу, супові набори, фасоване м'ясо тощо..
Запрацював м'ясокомбінат у 1978 році. Під час будівництва було освоєно 11, 5 млн крб. — індустріальний центр виробництва м'ясопродуктів для північних районів Сумської області. Корпуси будували будівельно-монтажне управління «Глухівхімбуд», субпідрядники — СУ-41 (монтаж збірного залізобетону), СУ-463 (електрокомунікації), пересувна мехколона № 45 (земляні роботи під трасу водопроводу і очисні споруди). У 1977—1978 рр. також зводився холодильник потужністю 2000 тонн.
Надалі підприємство передбачалося розширити за рахунок будівництва цеху з переробки птиці та кроликів. Вклавши у будівництво ще 1,8 млн крб. передбачалося завершити будівельно-монтажні роботи для пуску другої черги м'ясокомбінату в 4 кварталі 1981 року — м'ясо-жирового комплексу на 50 тонн продукції за зміну. Було перенесено на 1982-й та здано наприкінці 1982 року.
За існування СРСР комбінат входив до числа найбільших підприємств міста Глухова.
Потреби м'ясокомбінату у воді складали 2300 куб. м. на добу. З 1976 до 1983 року тривало будівництво водозабору потужністю 12,5 тис. куб. м. на добу вартістю 1 млн. 132 тис. крб. (4 свердловини, резервуар для чистої води, насосна станція другого підйому, хлораторна).
М'ясопереробний корпус м'ясокомбінату (ковбасний цех) виробничою потужністю 5 тонн ковбаси за зміну — останній пусковий комплекс будови, вартістю 848 тис. крб. було зведено наприкінці 1984 року.
Після проголошення незалежності України, у травні 1995 року Кабінет міністрів України ухвалив рішення про приватизацію заводу протягом 1995 року, надалі державне підприємство було перетворено на відкрите акціонерне товариство.
На початку 1998 року м'ясокомбінат був визнаний банкрутом, а надалі був перетворений на закрите акціонерне товариство, власником якого стала київська фірма «ДС Інвестмент».
У 2002 році комбінат в півтора рази збільшив обсяги виробництва порівняно з показниками 2001 року і був залучений до виконання державного замовлення (на постачання м'ясних консервів для Збройних сил України). Наступного року було зареєстровано торгову марку «Гаврюша».
На початку літа 2003 року в зв'язку з виявленим порушенням санітарно-гігієнічних норм під час виготовлення продукції виробництво було зупинено до листопада 2003 року. З цього часу комбінат переробляв тільки м'ясо великої рогатої худоби, що спричинило зниження обсягів випуску продукції на 17,6 %.
Після зниження урядом України доплат за великовагову худобу, що поставляється на м'ясопереробні підприємства, конкурентоспроможність підприємства погіршилася, за перший квартал 2004 року комбінат зменшив обсяги виробництва на 37,1 %. Надалі власником комбінату стала компанія «Прогрес-Інвест». Після скандалу та падіння рівня виробництва ЗАТ «Глухівський м'ясопереробний комбінат» (директорка — Н. В. Іванова) практично припинив існування.
Економічна криза, що почалася в 2008 році, та вступ України до СОТ у травні 2008 року дезорганізували вирощування худоби для м'ясопереробних підприємств Сумської області і призвели до зупинки комбінату. В жовтні 2008 року охорону території колишнього підприємства було розпущено через відсутність коштів на її утримання, після чого обладнання та конструкції будівель почали розбирати на металобрухт. У грудні 2008 року ухвалою господарського суду м. Києва, що була прийнята у справі № 43/767-б, за заявою ТОВ «Злагода» до ЗАТ «Глухівський м'ясопереробний комбінат» підприємство було визнане банкрутом, а ліквідаційні процедури (ліквідатор — В. Л. Лецкан) тривали до червня 2009 року. Власником і ліквідатором ЗАТ «М'ясопереробни комбінат» був «Укргазбанк».
16 січня 2009 року внаслідок пожежі, що тривала з 5 години ранку до 17 години вечора підприємству було завдано значної шкоди — вогонь знищив 3600 м² покрівлі та пошкодив 1340 м² теплоізоляції стін колишньої холодильної камери.